# Martin Baum
Martin Baum (Hagerstown, Maryland, 15 de junio de 1765 - Cincinnati, Ohio, 14 de diciembre de 1831)) fue un hombre de negocios y político estadounidense ligado a Cincinnati, ciudad de la que fue alcalde entre 1807 y 1812.

## Semblanza
Baum era hijo de los inmigrantes alemanes Jacob Baum y Magdalena Elizabeth Kershner. En su juventud luchó con las fuerzas del General Anthony Wayne en la  batalla de los Árboles Caídos.
Tras establecerse en Cincinnati, Baum comenzó a participar en asuntos cívicos, siendo elegido alcalde en 1807 y 1812. A través de sus agentes en Baltimore, Nueva Orleans y Filadelfia, Baum atrajo a un gran número de inmigrantes alemanes para trabajar en sus varias empresas -barcos de vapor, una refinería de azúcar, una fundición y bienes raíces. Baum fundó el Museo Occidental en Cincinnati, fue activo en la creación de la primera biblioteca pública de la ciudad en 1802, y se convirtió en uno de los pilares de la comunidad presbiteriana. Se casó con Anna Somerville Wallace en 1804.
En 1812 compró una propiedad de 36.000 m² en la calle Pike para construir su casa. Baum completó la construcción alrededor de 1820. El edificio, que posteriormente pasó a ser propiedad del acaudalado vinatero Nicholas Longworth y después del magnate metalúrgico David Sinton, es ahora el Museo Taft. El edificio es el mejor ejemplo del estilo federal en Cincinnati. Baum fue atrapado por el caos financiero de 1819-1820, y finalmente se vio obligado a entregar su casa al Second Bank of the United States en 1825.
Baum murió durante una epidemia de gripe. Fue enterrado en el Primer Suelo Presbiteriano. El 6 de junio de 1853 su cuerpo fue trasladado al cementerio de Spring Grove.

## Reconocimientos
- Uno de los coches del Mount Adams Incline, el antiguo funicular de Cincinnati, fue nombrado en su honor.